# 정부회계
정부회계는 회계의 일종으로 중앙정부의 재정활동을 대상으로 하는 국가회계와 지방정부의 재정활동을 대상으로 하는 지방자치단체회계로 구분된다.
다양한 공공 부문의 주체들은 다양한 정부 회계 시스템을 사용한다. 예를 들어, 미국에는 독립적인 민간 부문 이사회에 의해 규정된 서로 다른 회계 기준을 따르는 두 가지 수준의 정부가 있다. 연방 차원에서, 연방 회계 기준 자문 위원회(FASAB)는 따라야 할 회계 기준을 규정한다. 마찬가지로, 주정부와 지방정부를 위한 정부 회계 기준 위원회(GASB)가 있다.

## 작성 목적
정부 회계의 고유한 목적이 이중 진입 회계 시스템의 사용을 배제하는 것은 아니다. 그러나 민간 부문 회계 관행, 특히 순수익 결과에 도달하기 위한 회계 관행과는 다른 중요한 차이가 있을 수 있다.
정부 부문에 회계를 적용하는 목적은 크게 두 가지로 나눌 수 있다. 즉, 대중의 대표와 그들이 임명한 공무원은 위임된 권한과 업무에 대해 대중에게 책임을 져야 한다. 위임할 수밖에 없는 대중은 주주의 입장과 크게 다르므로 회계 시스템에 의해 제공되고 그들과 목적에 적용되고 관련이 있는 재무 정보가 필요하다. 의사 결정 목적 관련 역할 수행자, 특히 공무원과 대표는 의사 결정의 목적을 위해 회계되고 조직되고 제시되는 재무 정보가 필요하다. 이러한 목적은 많은 경우 순수익 결과와 관련이 없으며, 오히려 서비스 전달과 효율성에 관한 것이다. 매우 중요한 그룹인 납세자는 단순히 법에 의해 돈이 강제되는 필수 서비스에 대해 가능한 적게 세금을 지불하기를 원한다.

## 대한민국의 현황
대한민국은 2009년 공식적으로 정부부문에도 발생주의 회계를 도입했고 2011년부터 이를 기반으로 국가재무제표를 작성했다. 그러나 여전히 부실하다는 지적이 끊이질 않는다.